# Palazzo INA a Piazza della Valle

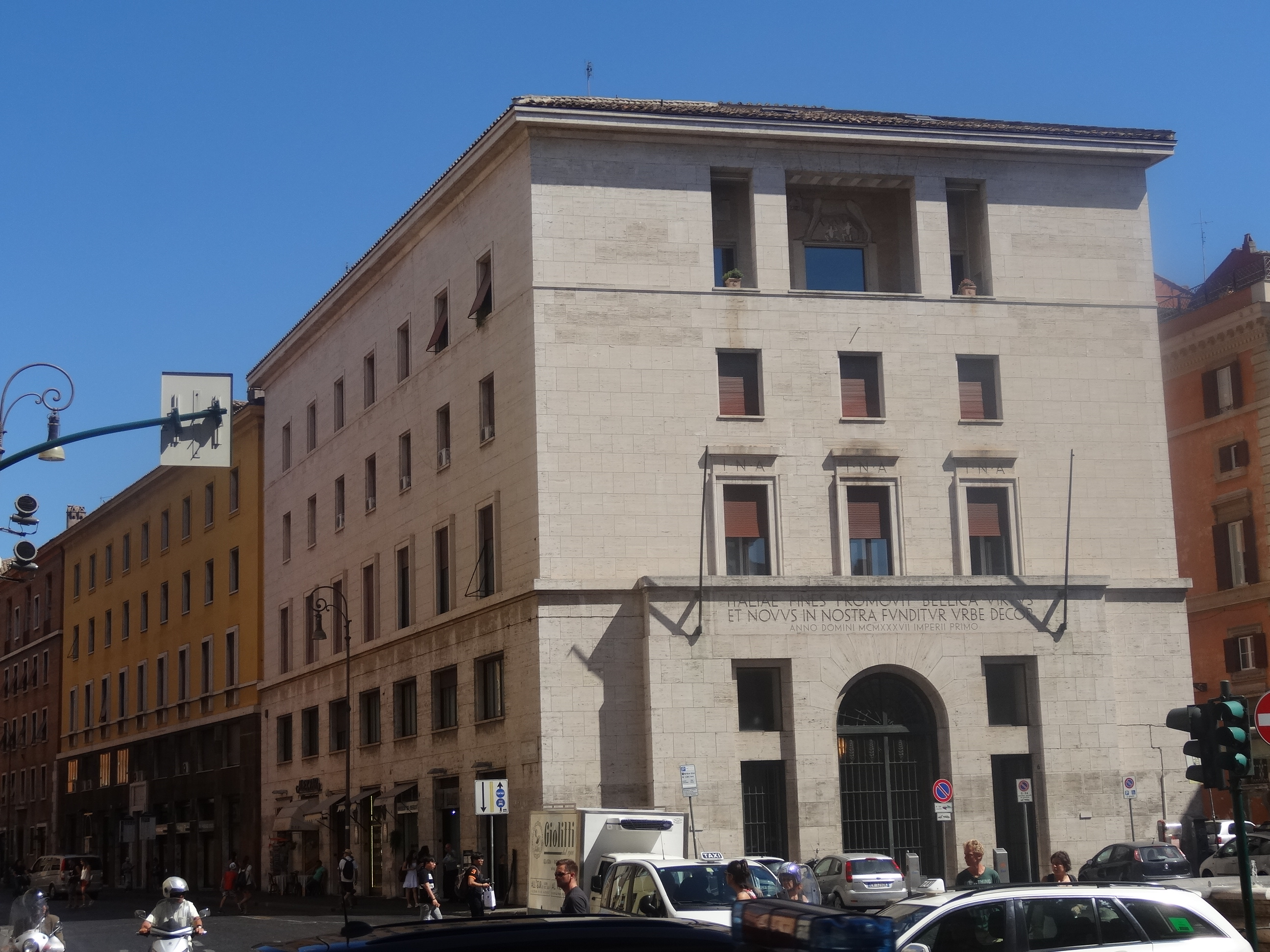
Vista do palácio.

Palazzo INA a Piazza della Valle é um palácio racionalista localizado na esquina da Piazza di Sant'Andrea della Valle com o Corso del Rinascimento, no rione Sant'Eustachio de Roma. Este palácio foi construído entre 1933 e 1938 durante o regime fascista de Benito Mussolini e por ocasião das obras de abertura do Corso del Rinascimento pelos arquitetos Arnaldo Foschini e Salvatore Rebecchini para a seguradora INA Assitalia, a quem deve seu nome. Todo revestido em travertino branco, o palácio se abre num grande portal com a parte superior em forma de luneta e todas as demais janelas e aberturas são retangulares. No último piso está um pequeno balcão com um pórtico decorado com mosaicos que representam a loba e os gêmeos Rômulo e Remo. Na parede frontal está uma grande inscrição em latim cujo significado é "A virtude bélica amplia as fronteiras da Itália e cria uma nova beleza na cidade; no ano do senhor de 1937, o primeiro do Império".